# Mehdi Rahmati
Mehdi Rahmati (en persa: مهدی رحمتی; Teherán, Irán, 3 de febrero de 1981) es un exfutbolista iraní. Se desempeñaba como guardameta.

## Selección nacional
Ha sido internacional con la selección de fútbol de Irán en 77 ocasiones.

### Participaciones en Copa Asiática
| Mundial            | Sede                                |
| ------------------ | ----------------------------------- |
| Copa Asiática 2004 | China                               |
| Copa Asiática 2007 | Indonesia Malasia Tailandia Vietnam |
| Copa Asiática 2011 | Catar                               |

## Clubes

### Como jugador
| Club            | País | Año       | Partidos |
| --------------- | ---- | --------- | -------- |
| Fajr Sepasi     | Irán | 2000-2004 | 40       |
| Sepahan         | Irán | 2004-2005 | 26       |
| Esteghlal       | Irán | 2005-2007 | 23       |
| Mes Kerman      | Irán | 2007-2009 | 65       |
| Sepahan         | Irán | 2009-2011 | 64       |
| Esteghlal       | Irán | 2011-2014 | 98       |
| Paykan          | Irán | 2014-2015 | 29       |
| Esteghlal       | Irán | 2015-2019 | 232      |
| Shahr Khodro FC | Irán | 2019-2020 | 33       |

## Palmarés

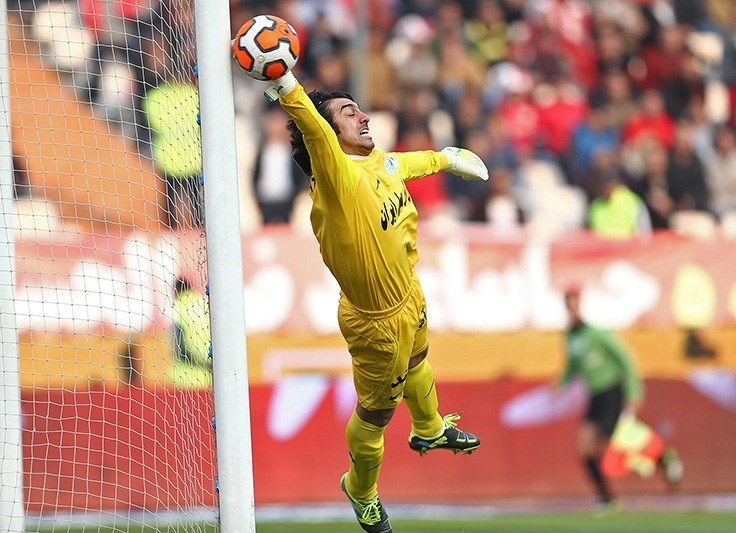
Mehdi Rahmati en Derbi de Teherán

### Campeonatos nacionales
| Título              | Club        | País | Año  |
| ------------------- | ----------- | ---- | ---- |
| Iran Pro League (4) | Esteghlal   | Irán | 2006 |
| Iran Pro League (4) | Esteghlal   | Irán | 2013 |
| Iran Pro League (4) | Sepahan     | Irán | 2010 |
| Iran Pro League (4) | Sepahan     | Irán | 2011 |
| Copa Hazfi (2)      | Fajr Sepasi | Irán | 2001 |
| Copa Hazfi (2)      | Esteghlal   | Irán | 2012 |

### Distinciones individuales
| Distinción         | País | Año  |
| ------------------ | ---- | ---- |
| Guardameta del año | Irán | 2008 |
| Guardameta del año | Irán | 2013 |